# راشكاي غاشبار
راشكاي غاشپار أو راشكاي (بالمجرية: Ráskai Gáspár) (القرن السادس عشر)، شاعر مجري وشغل منصب كبير أمناء سر ورئيس حُجّاب لويس الثاني ملك المجر، ثم أصبح لاحقًا رئيسًا للخزانة وحاكم مقاطعة تيميش، وقائدًا عسكريًا.
كان والده راشكاى بالاژ (Ráskai Balázs) أيضا أمينًا للخزانة، وكان ينتمي إلى جماعة إسطفان فيربويتشي (Werbőczy István)، وفي عام 1526م قمع تمرداً في مدينة بانيا بيسترسي بدأهُ عمال المناجم هناك. شارك في القتال ضد العثمانببن إلى جانب بالينت توروك، وخلال حصار أوسييك 1526م (Eszék) حاربا ضد السلطان سليمان القانوني. وفي معركة موهاكس 1526م، تولى مع فرسانه مهمة حماية الملك لويس الثاني ملك المجر، برفقة: بالينت توروك ويوحنا ڤيتيز (بالمجرية: Vitéz Kállai János)‏. 
بعد معركة موهاكس، أصبح تابعًا ليوحنا زابولياي، وقام بناءً على أوامره باحتلال مدينة فيشغراد في نهاية عام 1526م، ثم مدينة كوماروم في نوفمبر، ليمنع فرديناند الأول من الاستيلاء عليها.
كما استولى على بلدة تاتامن الكونت جرجس تشيسنكي (Cseszneky György)، أحد أنصار فرديناند الأول. وفي عام 1530م شارك في الدفاع عن بودا، ومكافأة له عُين حاكمًا على مقاطعة نوغراد، ثم على مقاطعة تيميش.
وباعتباره شاعرًا، نشر كتابًا تاريخيًا في عام 1552م بأسلوب القصص.

## أعماله
- قصة جميلة عن الشجاع فرانسيسكو وزوجته ديبريتشن، 1574م.
- قصة جميلة عن الفارس فرانسيسكو وزوجته، 1552م ؛ في. آرون سزيلادي؛ فرانكلين، الأسقف. ، 1898 ( مكتبة رخيصة ).